# Шурыгин, Владимир Иванович
Влади́мир Ива́нович Шуры́гин (22 июня 1955, Калуга — 25 июля 1979, Калуга) — советский музыкант, гитарист группы «Синяя птица» с 1975 по 1979 годы

## Биография
Родился 22 июня 1955 года в Калуге. Учился в школе № 17. Там же начались увлечения Владимира музыкой и поэзией. По окончании школы Шурыгин обучался на струнном отделении Калужского музыкального училища, где познакомился с другим в будущем популярным артистом «Синей птицы» Дмитрием Галицким.
В 1975 году стал выступать в составе ВИА «Синяя птица», став первым из пятерых калужан, закрепившихся в коллективе. Автор песни Игоря Саруханова «Будь со мной».
В мае 1978 года Шурыгин в составе калужского ВИА «Листья» выступал на конкурсе в Куйбышеве «Вива ля Куба».
В конце 70-х Шурыгин и несколько его товарищей стали частью религиозной группы. В связи с чем пострадала и творческая карьера музыканта. Во время гастролей Владимир отпросился на несколько дней к жене и недавно родившейся дочери. Когда выяснилось, что в это время он находился совсем в другом месте, Робертом Болотным был поставлен вопрос об увольнении музыканта из группы, поддержанный Сергеем Дроздовым. В итоге Шурыгина из коллектива удалили.
25 июля 1979 года покончил с собой в Калуге, употребив порошок этаминала натрия. Похоронен на Пятницком кладбище Калуги.

Памятник на могиле Владимира Шурыгина на Пятницком кладбище Калуги